# Leuthneria
Leuthneria is een geslacht van vlinders uit de familie wespvlinders (Sesiidae), onderfamilie Sesiinae.
Leuthneria is voor het eerst wetenschappelijk beschreven door Karl Wilhelm von Dalla Torre in 1925. De typesoort is Eublepharis ruficincta.

## Soort
Leuthneria omvat de volgende soort:
- Leuthneria ruficincta (Felder, 1874)